# Арачиново
Арачи́ново (макед. Арачиново, алб. Haraçina) — село в Республике Македония, административный центр общины Арачиново.
Село расположено к югу от горного массива Скопска-Црна-Гора. Высота над уровнем моря — 267 м.

## История
В 1900 году в Арачиново (Рачиново) проживало 205 жителей, из которых 30 — цыгане, 175 болгары (македонцы)-христиане. В 1905 году 120 жителей села были прихожанами церкви Болгарской екзархии.
В 2001 году в ходе этнического конфликта, село было занято албанскими формированиями.

## Население
Этническая структура населения в селе по переписи населения 2002 года:
- албанцы — 6677 жителей;
- македонцы — 594 жителя;
- сербы — 10 жителей;
- румыны — 1 житель;
- боснийцы — 2 жителя;
- остальные — 31 житель.